# Selysioneura bacillus
Selysioneura bacillus är en trollsländeart som beskrevs av Friedrich Ris 1915. Selysioneura bacillus ingår i släktet Selysioneura och familjen Isostictidae. Inga underarter finns listade i Catalogue of Life.